# Ligue franc-catholique
La  Ligue franc-catholique  era una associazione antimassonica fondata in Francia dal canonico 
Schaeffer nel 1927 che ha sostituito la "Ligue anti-judéo-maçonnique" fondada dal mons. Ernest Jouin  nel 1913.